# Matías Augé Benet
Matías Augé Benet, C.M.F. (Perafort, Tarragona, 27. svibnja 1936.), španjolski teolog i svećenik. Rodio se 1936. u Španjolskoj. Studirao povijest i zemljopis u Madridu. Za svećenika se zaredio 1961. u Vallsu. Nakon teoloških studija u domovini i na rimskom sveučilištu sv. Tome ("Angelicum"), specijalizirao se u liturgijskoj teologiji pri Papinskom Liturgijskom Institutu »Anselmianum«, gdje predaje od 1968. Osim toga je kao profesor zadužen za uvod u liturgiju na Teološkom fakultetu Papinskog Sveučilišta u Lateranu. Trenutno je predsjedatelj teološkog instituta redovničkog života »Claretianum«. Iz njegovih brojnih studija izranja zanimanje za sve što je vezano uz moliteljsku predaju Crkve. Djela: Otajstvo koje treba ponovno otkriti: Molitva i dr. Danas je professor emeritus na Claretianumu.

## Vanjske poveznice
- Cathopedia